# Seznam děkanů 3. lékařské fakulty Univerzity Karlovy
Seznam děkanů 3. lékařské fakulty Univerzity Karlovy v Praze obsahuje osoby zastávající tuto volenou akademickou funkci od jejího vzniku v roce 1953. V letech 1953–1990 nesla fakulta název Lékařská fakulta hygienická Univerzity Karlovy.
Děkan je volen akademickým senátem fakulty a na jeho návrh jej jmenuje a odvolává rektor univerzity.

## Seznam děkanů
| A                                                     | B                                                     | Osoba                                                 | Foto                                                  | Období                                                | Odborná specializace                                                                  |
| Děkani Lékařské fakulty hygienické Univerzity Karlovy | Děkani Lékařské fakulty hygienické Univerzity Karlovy | Děkani Lékařské fakulty hygienické Univerzity Karlovy | Děkani Lékařské fakulty hygienické Univerzity Karlovy | Děkani Lékařské fakulty hygienické Univerzity Karlovy | Děkani Lékařské fakulty hygienické Univerzity Karlovy                                 |
| ----------------------------------------------------- | ----------------------------------------------------- | ----------------------------------------------------- | ----------------------------------------------------- | ----------------------------------------------------- | ------------------------------------------------------------------------------------- |
| 1.                                                    | 1.                                                    | prof. MUDr. František Bláha                           | Obrázek této osoby není k dispozici                   | 1953–1955                                             | sociální hygiena, gerontologie, důsledky války na lidské zdraví                       |
| 2.                                                    | 2.                                                    | prof. MUDr. Jiří Sedlák, DrSc.                        | Obrázek této osoby není k dispozici                   | 1955–1957                                             | mikrobiologie, bakteriologie, epidemiologie                                           |
| 3.                                                    | 3.                                                    | prof. MUDr. Bedřich Švestka, DrSc.                    | Obrázek této osoby není k dispozici                   | 1957–1959                                             | pracovní lékařství                                                                    |
| 4.                                                    | 4.                                                    | prof. MUDr. Jan Konopík, DrSc.                        | Obrázek této osoby není k dispozici                   | 1959–1960                                             | dermatologie, venerologie                                                             |
| 5.                                                    | 5.                                                    | prof. MUDr. Václav Kredba, DrSc.                      | Obrázek této osoby není k dispozici                   | 1960–1961                                             | infekční nemoci                                                                       |
| 6.                                                    | 6.                                                    | prof. MUDr. Vilibald Bílek, CSc.                      | Obrázek této osoby není k dispozici                   | 1961–1966                                             | pracovní lékařství, hygiena, choroby z povolání                                       |
| 7.                                                    | 7.                                                    | prof. MUDr. Bedřich Švestka, DrSc.                    | Obrázek této osoby není k dispozici                   | 1960–1969                                             | pracovní lékařství                                                                    |
| 8.                                                    | 8.                                                    | prof. MUDr. František Janda, DrSc.                    | Obrázek této osoby není k dispozici                   | 1970–1976                                             | hygiena                                                                               |
| 9.                                                    | 9.                                                    | prof. MUDr. Vlastimil Víšek, DrSc.                    | Obrázek této osoby není k dispozici                   | 1976–1990                                             | vnitřní lékařství, nefrologie, kardiologie                                            |
| Děkani 3. lékařské fakulty Univerzity Karlovy         |                                                       |                                                       |                                                       |                                                       |                                                                                       |
| 10.                                                   | 1.                                                    | prof. MUDr. Cyril Höschl, DrSc., FRCPsych.            | Cyril Höschl                                          | 1990–1997                                             | psychiatrie, psychologie                                                              |
| 11.                                                   | 2.                                                    | prof. MUDr. Michal Anděl, CSc.                        | Obrázek této osoby není k dispozici                   | 1997–2003                                             | vnitřní lékařství, metabolické poruchy se zaměřením na problematiku diabetes mellitus |
| 12.                                                   | 3.                                                    | doc. MUDr. Bohuslav Svoboda, CSc.                     | Bohuslav Svoboda, 2014                                | 2003–2010                                             | gynekologie, porodnictví                                                              |
| 13.                                                   | 4.                                                    | prof. MUDr. Michal Anděl, CSc.                        | Obrázek této osoby není k dispozici                   | 2010–2018                                             | vnitřní lékařství, metabolické poruchy se zaměřením na problematiku diabetes mellitus |
| 14.                                                   | 5.                                                    | prof. MUDr. Petr Widimský, DrSc.                      | Obrázek této osoby není k dispozici                   | od 2018                                               | vnitřní lékařství, kardiologie                                                        |

Vysvětlivky
1. ↑  Absolutní pořadí ve funkci děkana od roku 1953.
2. ↑  Pořadí ve funkci děkana daného názvu fakulty.